# Saint-Rémy-des-Monts
Saint-Rémy-des-Monts is een gemeente in het Franse departement Sarthe (regio Pays de la Loire) en telt 645 inwoners (1999). De plaats maakt deel uit van het arrondissement Mamers.

## Geografie
De oppervlakte van Saint-Rémy-des-Monts bedraagt 10,1 km², de bevolkingsdichtheid is 63,9 inwoners per km².
De onderstaande kaart toont de ligging van Saint-Rémy-des-Monts met de belangrijkste infrastructuur en aangrenzende gemeenten.

## Demografie
Onderstaande figuur toont het verloop van het inwonertal (bron: INSEE-tellingen).